# Theodor Kloter
Theodor Kloter (* 4. März 1916 in Lengnau; † 30. April 1990 in Meilen; reformiert, heimatberechtigt in Meilen sowie Lengnau) war ein Schweizer Politiker (LdU).

## Biografie
Theodor Kloter kam am 4. März 1916 in Lengnau als Sohn des Hotelconcierge Leo Kloter und der Ida geborene Angst zur Welt. Nach abgelegter Matura an der Kantonsschule Luzern erwarb Theodor Kloter das Diplom als Chemiker am Technikum Winterthur.
In der Folge war er ab 1943 in Meilen als Betriebsleiter, Prokurist und Personalchef der Produktion AG (Migros), daran anschliessend ab 1974 als Präsident und Geschäftsleiter der Eiwog Genossenschaft für Eigentumswohnungen tätig.
Theodor Kloter, jüngerer Bruder des Schriftstellers Karl Kloter, heiratete in erster Ehe 1942 Alice, Tochter des Karl Friedrich Bühler, in zweiter Ehe 1977 Anita, Tochter des Landwirts Eugen Baltensperger. Er verstarb am 30. April 1990 zwei Monate nach Vollendung seines 74. Lebensjahres in Meilen.

## Politischer Werdegang
Theodor Kloter trat im Jahr 1945 dem Landesring der Unabhängigen (LdU) bei. Danach amtierte er auf kommunaler Ebene von 1954 bis 1958 als Meilener Gemeinderat, darauffolgend bis 1974 als Gemeindepräsident. Auf kantonaler Ebene vertrat er seine Partei zwischen 1959 und 1969 im Zürcher Kantonsrat. Darüber hinaus nahm er auf Bundesebene für den Kanton von 1967 bis 1971 sowie 1973 bis 1983 Einsitz in den Nationalrat.
Theodor Kloter setzte seine politischen Schwerpunkte in den Gewässer- und Landschaftsschutz sowie das Bodenrecht und die Raumplanung.